# Georg Preßmar
Johann Georg Preßmar (auch Pressmar) (* 3. März 1862 in Gingen an der Fils; † 25. Juli 1920 in Geislingen an der Steige) war ein württembergischer Landtagsabgeordneter.

## Leben und Werk
Georg Preßmar machte nach dem Besuch der Volksschule in Stötten eine Ausbildung zum Schreiner in Kuchen bei Geislingen. Anschließend ging er auf Wanderschaft in Deutschland und der Schweiz. Danach arbeitete er als Modellschreinergehilfe. 1896 machte er sich als Schreinermeister in Geislingen selbstständig.

## Politik
Von 1900 bis zu seinem Tod war Georg Preßmar Vorstandsmitglied der SPD in Geislingen. Von 1899 bis 1912 kandidierte er viermal für den Landtag. 1903 kandidierte er außerdem für den Reichstag. 1919 wurde er auf Platz 35 der Landesliste der SPD in die Verfassunggebende Landesversammlung gewählt. Zwischen 1907 und 1920 war er Mitglied des Gemeinderats und ab 1915 auch stellvertretender Stadtvorstand in Geislingen.

## Weblink
- Biografie von Georg Pressmar. In: Wilhelm H. Schröder: Sozialdemokratische Parlamentarier in den deutschen Reichs- und Landtagen 1876–1933 (BIOSOP)

| Personendaten    | Personendaten                          |
| ---------------- | -------------------------------------- |
| NAME             | Preßmar, Georg                         |
| KURZBESCHREIBUNG | württembergischer Landtagsabgeordneter |
| GEBURTSDATUM     | 3. März 1862                           |
| GEBURTSORT       | Gingen an der Fils                     |
| STERBEDATUM      | 25. Juli 1920                          |
| STERBEORT        | Geislingen an der Steige               |